# Ai no Corrida
Carstvo čula (jap. Ai no corrida) je kontroverzna japansko-francuska erotska drama iz 1976. godine koju je režirao Nagisa Ošima. Film je snimljen po navodno istinitim događajima o mladom japanskom paru koji je cele dane provodio u strastvenoj erotskoj vezi pa je digao puno bure nakon premijere zbog eksplicitnih scena polnog odnosa te je i danas zabranjen u nekim zemljama. 

## Radnja
Japan, 1936. Abe Sada je bivša prostitutka koja se je zaposlila kao služavka u hotelu. Jedne noći jedan starac ju prepozna i zamoli za spolni odnos, na što ona pristaje, ali ovaj ne uspijeva dobiti erekciju. Vlasnica lokala je Toku čiji je suprug potentni Kichizo. On ubrzo započne aferu sa Abeom te se čak i uda za nju. Mladi par po cijele dane provodi u krevetu, isprobavajući stalno nove načine strasti, ali s vremenom počinje gubiti zanos. Konačno, Kichizo zamoli Abe da ga počne daviti tijekom spolnog odnosa. Nakon par pokušaja, ona doživi orgazam još jednom, ali ga zadavi te odreže njegov penis.

## Glumci
- Eiko Matsuda - Abe Sada
- Tatsuya Fuji - Ishida Kichizo
- Aoi Nakajima - Toku
- Meika Seri - Matsuko

## Kritike
Nezadovoljni kritičar Jeremy Heilman je napisao: "Većina onoga što vidimo na filmu nije ni prosvjetljujuće, ni zanimljivo, ni erotično. Film, na kraju, završi kao povijesni dokument u filmskoj povijesti. Njegova fascinacija seksualnom opsesijom je jednodimenzionalna. Likovi su potpuno "zgnječeni" od svoje strasti i kao rezultat toga rad glumaca se doima kao zbirka nepostojećeg nastupa. Ne znamo ništa o njima izvan spavaće sobe. Njihova strast proždire ne samo jedno drugo, nego i cijeli svijet ovog filma. Ja nemam ništa protiv seksualno provokativnih filmova. Dapače, vjerujem da je to zanimljiva tema. No ovdje se doima kao da je redatelj bio hrabar pozabaviti se tom temom jer nije imao ništa za reći." 
James Berardinelli je pak hvalio film: "U svojoj nakani da pokaže ponore ljudske opsjednutosti strašću, film je uspio - čak i predobro". 
Rumsey Taylor je zaključio: "Postoji trenutačni impuls da aplaudiramo Carstvu čula - vjerojatno najiskrenijoj upotrebi eksplicitnog seksa na filmu. Glavni je zadatak mjeriti film po njegovoj estetici, kao što je i donekle prethodno spomenuti seks - koji je prikazan u takvom strpljivom detalju da nikada ne bi bio upitan u stvarnosti...Voljeli vi to ili ne, ovaj film ima bezvremensku moć. Prigovori da se radi o pornografiji - doduše, opravdani s obzirom na temu - su ultimativno neutemeljeni. Pojedine scene između neobičnog para traju predugo, iako, istovremeno, ne sadrže jednoličnu erotičnost kako bi se opisali kao obična pornografija. Carstvo čula je vjerojatno najčišći spoj između narativnog filma i pornografije".

## Spoljašnje veze
- Carstvo čula na Rotten Tomatoes
- на веб-сајту  (језик: енглески)